# Valery Tarakanov
Pour les articles homonymes, voir Tarakanov.
Valery Tarakanov (né le 9 août 1941 à Iaroslavl) est un ancien fondeur soviétique.

## Palmarès

### Jeux Olympiques
| Épreuve / Édition | Innsbruck 1964 | Grenoble 1968 | Sapporo 1972 |
| 15 km             | 17e            | 9e            | 16e          |
| 30 km             |                | 17e           |              |
| 4 × 10 km         |                | 4e            |              |

### Championnats du monde
| Épreuve / Édition | Vysoke Tatry 1970 |
| 15 km             | 6e                |
| 4 × 10 km         | Or                |